# 윤오영
윤오영(尹五榮, 1907년 ~ 1976년 8월 22일)은 대한민국의 수필가이다.
수필집 《고독의 반추》(1974), 《방망이 깎던 노인》(1974) 등과 수필문학론을 정리한 《수필문학입문》(1975) 등을 발간했다.
국문학자 정민은 윤오영의 문체를 일러 간결하고, 함축과 여운이 유장하다고 평했다. 또한 그의 수필을 한국 수필이 거둔 가장 빛저운 수확의 하나로 극찬했다.

## 생애
어렸을 때 서당에서 한학을 공부하여 후에 <연암의 문장>, <노계 가사의 재평가> 등 고전 문장가들에 대한 연구의 성과를 남겼다.

양정고보 재학 시절에는 동아일보 학생문예에 시를 발표하기도 하고, 경성시내 문학학생회 회장을 맡았다고 전한다. 1927년 5월에 열린 '전조선중등학생현상웅변대회'에 '자기혁신'을 주제로 참가하기도 했다.

양정고보 졸업 후 보성고보에서 20년여간 국어교사로 교편생활을 하다가 5.16 이후 교원 자격 시비로 인한 무자격 교사 해임 조치로 인해 교직을 떠나 학원 강사로 생계를 이었다. 1959년 《현대문학》지(誌)에  <측상락>(厠上樂)을 발표한 것이 작품활동의 시작이나, 1972년 창간한 《수필문학》지(誌)를 통해 가장 활발히 문단활동을 펼쳤다.

### 관계
양정고보 재학 때에 3년 후배로 만난 금아 피천득은 고보 졸업 후에도 보성고 교무실을 찾아 만나는 등 지속적으로 교류했다고 전한다. 윤오영의 수필 <비원(秘苑)의 가을>에 등장하는 '금아'가 피천득이며, 반대로 피천득의 수필집 《인연》에 나오는 '치옹'이 윤오영이다.

## 작품활동
53세가 되던 1959년에 <측상락>(厠上樂)을 《현대문학》지(誌)에 발표하며 등단하였으나, 1972년 창간된 《수필문학》지(誌)에 <수필문학의 첫걸음>, <수필문학론> 등을 연재하며 활발한 문단활동을 펼쳤다. 1974년 수필집 《고독의 반추》는 출간 직후 베스트셀러에 올랐으며, 같은 해에 '수필가협회'에서 발간한 《한국수필 75인집》에 <방망이 깎던 노인>이 수록되었다. 

1975년 《수필문학》지(誌)에 연재한 내용을 엮어 《수필문학입문》을 펴내어 수필문학 이론의 정립에 크게 기여하였다.

### 주요 작품
〈방망이 깎던 노인〉, 〈달밤〉, 〈양잠설〉, 〈마고자〉, 〈백사장의 하루〉, 〈부끄러움〉

### 저서
수필집 《고독의 반추》, 《방망이 깎던 노인》, 《곶감과 수필》, 수필지도서 《수필문학입문》